# Dyspareuni
Dyspareuni innebär smärta vid samlag eller, för kvinnor, penetrering. Orsaken kan vara psykisk eller fysisk. Den förekommer vid exempelvis Sjögrens syndrom.

## Dyspareuni hos kvinnor
Dyspareuni hos kvinnor kan uppkomma vid penetrerande samlag eller exempelvis införande av tampong. Det kan indelas i en ytlig och en djup variant. Den ytliga varianten domineras av smärta framförallt från vulva och vagina medan den djupa varianten har mer buksmärta och förekommer vid till exempel endometrios och myom. Om smärtan uppkommer från själva friktionen i slidan kan det bero på sköra slemhinnor eller xerosis cutis (torrhet) i slidan. Jämför även bäckensmärta.
Obehandlat kan dyspareuni leda till vaginism vilket är en ofrivillig muskelspasm eller vestibulit.
Globalt påverkas 8–22 % av världens kvinnor av dyspareuni någon gång i livet, enligt en genomgång av fler forskningsrapporter.

## Dyspareuni hos män
Dyspareuni drabbar oftare kvinnor men kan även upplevas hos män. Män kan känna smärta innan eller under ejakulation vid infektioner i till exempel prostata, interstitiell cystit, vissa könssjukdomar, kort frenulum eller förhudsförträngning.
Om smärtan beror på erektionen, talas i stället om priapism.